# 蒙古国驻华大使馆
蒙古国驻中华人民共和国大使馆，是蒙古国派在中华人民共和国的最高外交代表机构，馆址位于中国北京市朝阳区建国门外大街秀水北街2号，领事辖区包括除上海、江苏、浙江、福建、江西、安徽、内蒙古、香港、澳门以外的中华人民共和国其它地区。

## 简介
1949年10月16日，中华人民共和国与蒙古人民共和国正式建立外交关系；次年夏天，蒙古人民共和国驻华使馆正式开馆，曾任蒙古外长的巴扬勒·贾尔卡赛汗（后来成为蒙古大人民呼拉尔主席）于1950年7月3日向中华人民共和国中央人民政府主席毛泽东递交国书，成为蒙古首任驻华大使。

## 大使
现任蒙古国驻华大使为尼亚马·恩赫包勒德，他于2024年8月27日向中华人民共和国外交部礼宾司司长洪磊递交国书副本。